# Жолт Ершек
Жолт Ершек (угор. Érsek Zsolt, нар. 13 червня 1966) — угорський фехтувальник на рапірах, бронзовий призер Олімпійських ігор 1988 року.

## Виступи на Олімпіадах
| Олімпіада      | Дисципліна           | Місце |
| -------------- | -------------------- | ----- |
| Сеул 1988      | індивідуальна рапіра | 5     |
| Сеул 1988      | командна рапіра      | 3     |
| Барселона 1992 | індивідуальна рапіра | 14    |
| Барселона 1992 | командна рапіра      | 4     |
| Атланта 1996   | індивідуальна рапіра | 10    |
| Атланта 1996   | командна рапіра      | 5     |